# Ptychadena mascareniensis
Ptychadena mascareniensis és una espècie de granota que viu a Angola, Botswana, Camerun, República Centreafricana, República Democràtica del Congo, Costa d'Ivori, Egipte, Guinea Equatorial, Etiòpia, el Gabon, Ghana, Guinea, Guinea Bissau, Kenya, Libèria, Madagascar, Malawi, Maurici, Moçambic, Namíbia, Nigèria, Ruanda, Reunió, Senegal, Seychelles, Sierra Leona, Sud-àfrica, el Sudan, Tanzània, Zàmbia i Zimbàbue.